# Alan Wake 2
Alan Wake 2 — компьютерная игра в жанре survival-horror, разработанная Remedy Entertainment и изданная Epic Games Publishing. Игра является прямым продолжением Alan Wake, вышедшей в 2010 году. Игра выпущена на
платформах Microsoft Windows, PlayStation 5 и Xbox Series X/S 27 октября 2023 года.

## Игровой процесс
Alan Wake II — игра в жанре survival-horror от третьего лица. Игрокам предстоит сыграть за Алана Уэйка и Сагу Андерсон в двух параллельных однопользовательских историях, играемых в любом порядке, выбранном игроком. Уэйк и Андерсон могут сражаться с врагами, используя огнестрельное оружие и фонарик, исследовать различные локации, такие как захудалый провинциальный городок Брайт-Фоллс на Тихоокеанском Северо-Западе США и альтернативный Нью-Йорк, известный как Тёмная обитель. Игроки смогут пройти истории двух главных героев Алана Уэйка и Сагу Андерсон, их истории постоянно «перекликаются и предвещают друг друга».

## Сюжет
Спустя 13 лет после исчезновения автора бестселлеров Алана Уэйка в городке Брайт-Фоллс, штат Вашингтон, там же происходит череда ритуальных убийств, в которых подозревают группу, называющую себя «Культ Древа». Для расследования в город прибывают агент ФБР Сага Андерсон и детектив Алекс Кейси. В то же время сам Уэйк продолжает попытки выбраться из плена в Тёмной обители, похожей на Нью-Йорк.
Последней и четвёртой по счёту жертвой оказывается бывший агент ФБР Роберт Найтингейл, который исчез 13 лет назад. Помимо трупа Найтингейла Сага находит таинственную страницу рукописи, которая предсказывает будущее. Исследуя Брайт-Фоллс, они встречают шерифа Тима Брейкера, который обещает помочь им в расследовании. Тем не менее, Сага замечает, что несколько жителей Брайт-Фоллс ведут себя так, словно они знают её в течение долгого времени и соболезнуют тому, что случилось с её дочерью Логан, несмотря на то, что это её первый визит в город, а со своей дочерью она регулярно созванивается по телефону. Затем Сага проводит вскрытие трупа Найтингейла и находит ещё одну страницу рукописи в его груди. Труп Найтингейла внезапно оживает и сбегает из морга, в то время как Брейкер таинственным образом исчезает.
Когда Сага и Алекс преследуют сбежавшего Найтингейла до озера Колдрон, Алекс признаётся, что ранее он расследовал деятельность некоего ритуального культа, который пытался вернуть пропавшего писателя Алана Уэйка, воспроизводя убийства, описанные в его книгах. Он также признаётся, что знал, что 13 лет назад Найтингейл приехал в Брайт-Фоллс, чтобы арестовать Алана. Сага встречает Найтингейла, теперь превращённого в Одержимого, и вынуждена убить его, из-за чего воды озера Колдрон отступают, после чего Сага неожиданно находит на берегу живого Алана Уэйка и берёт его под стражу, а также обнаруживает доказательства того, что организация под названием «Федеральное Бюро Контроля» присутствует в Брайт-Фоллс. Сага и Алекс отвозят Алана обратно в свой полевой офис где он рассказывает, как ему удалось сбежать из Тёмной Обители.
Находясь в ловушке в Тёмной Обители, Алан постоянно пытался придумать план побега. Затем он столкнулся с эксцентричным финским уборщиком по имени Ахти (один из центральных персонажей игры Control), который указал ему на специальную лампу в форме ангела, которая обладала способностью хранить и передавать свет, что в сочетании с его писательскими способностями позволило ему манипулировать Тёмной Обителью, чтобы лучше ориентироваться в ней. Алан начал перемещаться по темной, извращённой версии Нью-Йорка, следуя по пути расследования Алекса Кейси в отношении «Культа Слова», возглавляемого злым двойником Алана мистером Скретчем; расследование провело его через различные сцены убийств, совершённых культом. По пути Алан также столкнулся с детективом Брейкером, который искал ведущего ток-шоу мистера Дора, полагая, что он ответственен за то, что заманил его в ловушку Тёмной Обители. Алан также время от времени вступал в короткий контакт с Сагой, и они обменивались важной информацией, когда была возможность. После того как Алан был вынужден убить Томаса Зейна, который сошёл с ума от своего плена в Тёмной Обители, с ним связалась альтернативная версия самого себя, объяснившая, что его неоднократные попытки сбежать из Тёмной Обители затягивают его во временные петли.
Вернувшись в настоящее время, Алан объясняет, что он написал новый роман «Возвращение», который помог ему сбежать из Тёмной Обители. Однако мистер Скретч переделал рукопись в хоррор, который теперь воплощается в жизнь. Алан предупреждает, что мистер Скретч ищет «Щелкунчика», который является ключом, необходимым ему, чтобы полностью освободить Тёмную Сущность, но также и ключом к окончательной победе над ним. На одной из страниц рукописи упоминается, что Культ Древа владеет «Щелкунчиком», и Сага решает пойти по его следу. Она понимает, что роман «Возвращение» переписал её прошлое так, что её дочь утонула в результате несчастного случая. Разгневанная тем, что Алан вписал её и Логан в свою историю, Сага возвращает «Щелкунчика», но прежде чем она успевает доставить рукопись Алану, прибывают агенты ФБК во главе с агентом Эстевез и арестовывают его.
Не имея других вариантов, Сага находит братьев Одина и Тора Андерсонов, которые знают больше о «Щелкунчике». Общаясь с ними и спасая Тора от Одержимой Синтии Уивер, она узнаёт, что Тор — её дед (а Один, соответственно, — двоюродный дед), и она унаследовала их провидческие способности, что позволяет ей различать изменения в реальности, вызванные романом «Возвращение». Один и Тор также объясняют, что «Щелкунчик» сам по себе не имеет реальной силы, а вместо этого значительно усиливает творческую силу человека, использующего его, поэтому он так важен для Алана и Скретча. Затем Сага возвращается в Брайт-Фоллс, чтобы доставить «Щелкунчик» Алану, но, к своему ужасу, обнаруживает, что Алан, сбежавший из Тёмной Обители, не настоящий Алан, а его злой двойник, мистер Скретч. Скретч сбегает из плена и пытается забрать «Щелкунчик» у Саги, но она его побеждает и изгоняет благодаря технологии ФБК.
Понимая, что настоящий Алан Уэйк всё ещё находится в ловушке в Тёмной Обители, Сага обращается за помощью к Алексу, Одину, Тору и Эстевез, чтобы провести ритуал по его вызову в реальный мир. Тем временем Алан продолжает попытки найти выход из Тёмной Обители и в конце концов вырывается из плена и попадает в свою старую квартиру. Там он обнаруживает, что его жену Элис мучили видения мистера Скретча и это в конечном итоге привело её к самоубийству. В гневе Алан убивает другую версию себя, которую он считает мистером Скретчем, но с ужасом узнаёт, что он убил свою версию, которая пыталась исправить роман «Возвращение», разорвав временной цикл. Ритуал призыва не смог призвать Алана, и Сага приходит к заключению, что Алан и мистер Скретч всегда были одной и той же личностью, а мистер Скретч просто является версией Алана, который одержим Тёмной Сущностью. Мистер Скретч прибывает на место призыва, и Саге удаётся изгнать его из тела Алана, но Скретч вместо этого вселяется в тело Алекса, крадёт «Щелкунчика» и бросает Сагу в Тёмную Обитель.
Когда Скретч завладел «Щелкунчиком», Алан приходит к выводу, что единственный способ остановить его — написать совершенно новую концовку для «Возвращения». Он возвращается в свою писательскую комнату с помощью уборщика Ахти и пытается придумать, как написать идеальную концовку, которая спасёт всех, оставаясь при этом последовательной в жанре ужасов. Тем временем Сага отбивается от попыток Тёмной Сущности задавить её собственными негативными эмоциями и неуверенностью в себе. Она получает помощь от анонимной женщины, которая направляет её к «Щелкунчику» и Пуле Света. Сага забирает два предмета и идёт к Вейку. С помощью «Щелкунчика» и новой концовке романа Алан изгоняет Скретча из тела Алекса. Скретч снова вселяется в Алана, но Сага стреляет в него Пулей Света. Сага пытается дозвониться Логан, чтобы сообщить, что она в безопасности, но сцена прерывается, прежде чем можно услышать какой-либо ответ.
В сцене после титров запись, оставленная Элис, показывает, что ей удалось полностью восстановить свои воспоминания о том, что случилось с Аланом Уэйком. На самом деле она вернулась в Тёмную Обитель и обманула Алана (заставив его думать, что она совершила самоубийство) в рамках плана помощи ему в конечном итоге сбежать из Тёмной Обители, объяснив, что единственный способ, которым он может вырваться из временных петель, — это «Вознесение». Затем Алан приходит в себя после огнестрельного ранения и произносит: «Это не петля, это спираль».
В режиме «Новой Игры+» «Последний черновик» открывается истинная концовка игры. Саге удаётся дозвониться до Логан и та отвечает, что ей приснился жуткий кошмар и просит мать вернуться домой. Кейси спрашивает Сагу, всё ли кончено. В этот момент просыпается Алан со словами, что Скретча больше нет и что их концовка романа сработала. Алан мысленно благодарит свою жену, а от раны после выстрела не остаётся ни следа.

## Разработка
Компания Remedy Entertainment выпустила Alan Wake в 2010 году. Remedy извлекла уроки из работы над Max Payne и написала Alan Wake таким образом, чтобы дополнительную историю можно было рассказать через сиквелы и дополнительные части. После выхода Alan Wake команда быстро начала обсуждать идею сиквела. В сиквеле Алан Уэйк продолжал бы играть роль главного героя, но в то же время в нём были бы раскрыты истории персонажей второго плана, таких, как друг Уэйка Барри Уилер и шериф Сара Брейкер. Для демонстрации геймплея Alan Wake ll был создан прототип игры, который студия показывала потенциальным издателям. В прототипе были показаны новые враги и новые игровые механики, например, возможность переписывать реальность. С точки зрения повествования, это будет прямое продолжение первой игры. В конечном итоге Remedy предложила проект издателю Alan Wake — Microsoft Studios. Однако в то время Microsoft не была заинтересована в сиквеле и поручила Remedy создать нечто новое. В итоге получилась игра Quantum Break, которая вышла в 2016 году. Большинство идей для Alan Wake 2 были реализованы в American Nightmare, загружаемом продолжении оригинальной игры Alan Wake.
Когда было объявлено об игре Quantum Break, Сэм Лейк объяснил, что продолжение Alan Wake было отложено из-за того, что первая игра не была достаточно финансово успешной для того, чтобы получить финансирование, необходимое для продолжения разработки сиквела в то время. В апреле 2019 года директор по коммуникациям Томас Пуха заявил, что Remedy ненадолго возвращалась к работе над продолжением Alan Wake около двух лет назад, но эта попытка не увенчалась успехом, и в настоящее время компания занята на ближайшие несколько лет собственной новой игрой Control, поддержкой южно-корейской компании Smilegate в её игре CrossFire и другим новым проектом. Пуха сказал, что единственным ограничением для работы над сиквелом Alan Wake было «время, деньги и ресурсы». Несмотря на это, Лейк продолжал входить в команду Remedy для мозгового штурма идей и работы над различными воплощениями Alan Wake ll. Внутри компании проект носил кодовое название «Проект „Крупная рыба“» (англ. "Project Big Fish"), что отражало его важность и значимость для Remedy. Во втором сюжетном дополнении для Control, AWE, Алан Уэйк был представлен в качестве ключевой фигуры дополнения. По словам Remedy, в Control была создана «связанная вселенная Remedy» (англ. "Remedy Connected Universe"), которую разделяют и Control, и Alan Wake, и следующая игра, выпущенная студией, также будет происходить в этой вселенной.
В июле 2018 года генеральный директор Remedy Теро Виртала заявил, что любые дальнейшие продолжения Alan Wake потребуют одобрения Microsoft Studios как обладателя издательских прав, хотя в остальном Remedy владеет всеми другими правами на серию. В июле 2019 года Remedy полностью выкупила права на Alan Wake у Microsoft, что включало единовременную выплату роялти в размере около 2,5 млн € за прошлые продажи игр серии, которые помогли проложить путь к созданию сиквела. В 2021 году было объявлено о том, что Remedy подписала соглашение с издательской компанией Epic Games Publishing о выпуске двух игр. В качестве первой игры этого партнёрства в октябре 2021 года Remedy выпустила игру Alan Wake Remastered, а второй была Alan Wake ll , которая была официально анонсирована на The Game Awards 2021.

Логотип Alan Wake 2 на выставке The Game Awards 2021

Игра была разработана на собственном движке студии Northlight Engine и стала survival-horror, в отличие от Alan Wake, которая является экшеном с элементами ужасов. По словам Сэма Лэйка, людям не придется играть в первую часть, чтобы понять Alan Wake ll. Игра осталась в перспективе от третьего лица, несмотря на переход к survival-horror’у. Илка Вилли и Мэттью Порретта вернулись для воссоздания внешности и голоса Алана.
В конце мая 2023 года разработчики игры объявили, что игра выйдет 17 октября этого же года. Создатели также сообщили, что Alan Wake ll будет полностью цифровым релизом. Это позволит сохранить ценник в 60 долларов. Планов на физические копии игры у компании нет. Однако 17 августа 2023 года разработчики сообщили, что игра переносится на десять дней — 27 октября, чтобы не конкурировать с другими релизами месяца. 23 августа 2023 года Сэм Лейк подтвердил, что Quantum Break и Max Payne не входят в единую вселенную игр Remedy Entertainment. Однако Лейк не против, если фанаты продолжат строить теории о связах между всеми играми Remedy на основе многочисленных отсылок. 28 августа 2023 года директор по общению с общественностью из Remedy Томас Пуха рассказал, что над Alan Wake ll работало 130 человек. 11 сентября 2023 года Сэм Лейк в интервью с Kinda Funny рассказал, что в студии уже какое-то время пытаются найти способ сделать свои игры длиннее, чем прежде, и Alan Wake ll будет отражением этого стремления. 22 сентября 2023 года стало известно, что за саундтрек игры будет отвечать рок-группа Poets of the Fall, она уже записала для игры несколько песен. 26 сентября 2023 года Сэм Лейк рассказал, что без опыта работы Control у Remedy не получилось сделать текущий вариант Alan Wake 2. Также Лейк рассказал, что разработчикам нравится использовать живых актёров в работе, поэтому в Alan Wake 2 можно будет увидеть некоторые моменты с ними: от дешёвой рекламы до вечернего ток-шоу и отрывков из фильмов ужасов. 27 сентября 2023 года Томас Пуха сообщил, что в игре Alan Wake II для версии PlayStation 5 и Xbox Series X/S будет два режима графики — «Качество» и «Производительность».

### Создание кат-сцен
27 июня 2023 креативный директор Remedy Сэм Лейк рассказал журналистам игрового портала Eurogamer, что студия предлагала Microsoft идею Alan Wake ll с «сериальными» вставками, но после отказа её переработали в Quantum Break. Тогда Сэм Лейк в очередной раз напомнил, что Quantum Break задумывалась как Alan Wake ll. Remedy Entertainment отклонила концепт сиквела Alan Wake, однако осталась заинтересованной в добавление лайв-экшен-отрывков в потенциальную игру:
Мы создали концепт Alan Wake ll и показали его Microsoft — а позже и другим издателям. Возможно, тогда было не совсем подходящее время для такого, ведь вы знаете, что индустрия всегда меняется. На тот момент складывалось такое ощущение, будто линейные одиночные игры остались в прошлом. Само собой, сейчас выходят просто огромные однопользовательские истории, однако в те времена казалось, что подобное никого не заинтересует. На той презентации для Microsoft я предложил идею, которая заключалась в том, что между геймплейными эпизодами будут вставки с живыми актёрами. Но тогда в компании сказали мне: «Нам понравилось это предложение, однако мы не заинтересованы в том, чтобы продолжить историю Алана Уэйка».
Разработчики рассказали игровому журналу Play Magazine, что большую часть эффектов для «смешанного видео» они по возможности пытались создавать без помощи компьютерной графики. Кинофрагменты, отснятые в павильоне, будут по разному вплетаться в игру. Аналогичный подход использовали изначально в Control, когда реальные актёры, игравшие персонажей, появлялись прямо во время геймплея, а картинка по-разному искажалась.

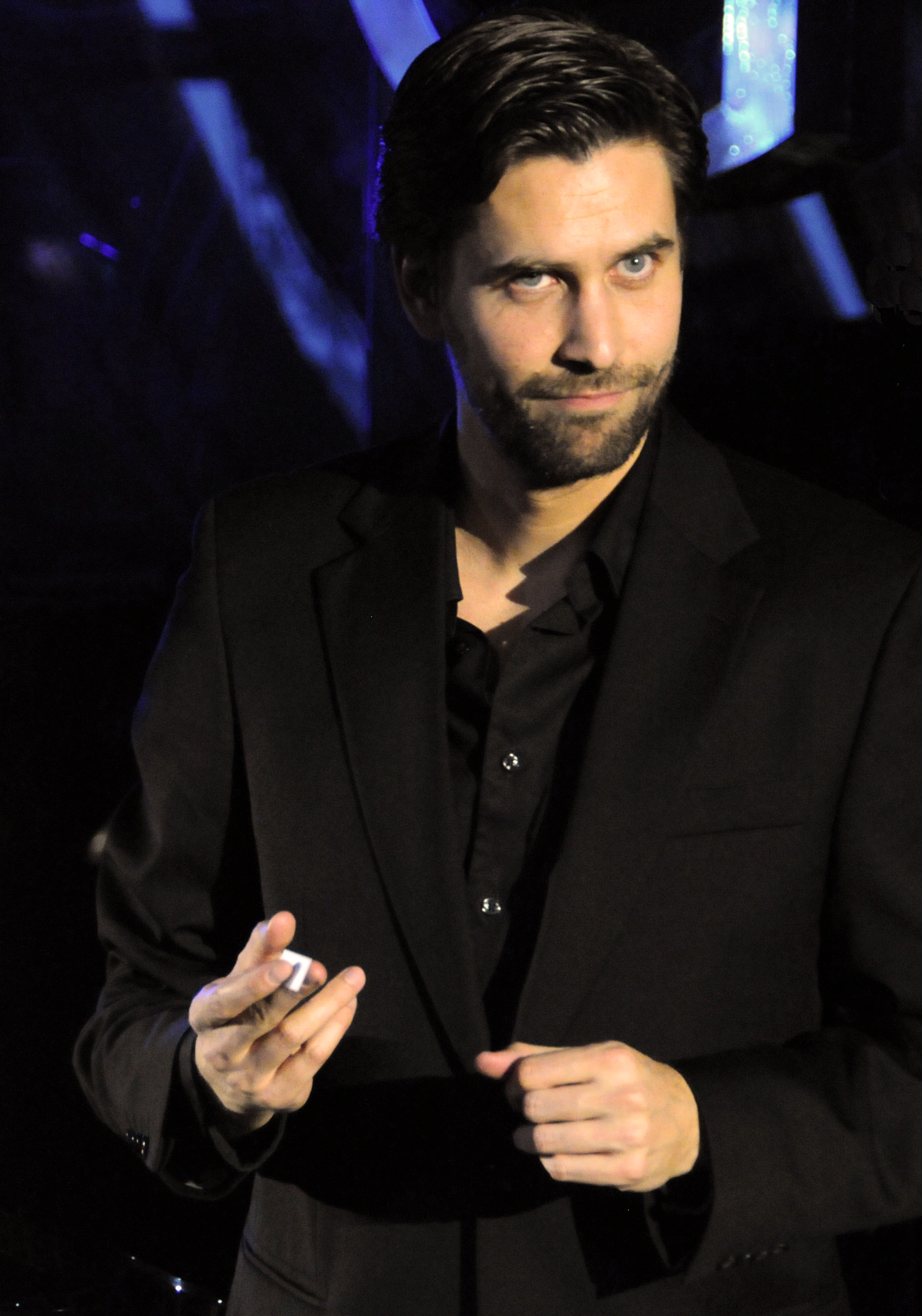
Илкка Вилли — актёр, играющий главного героя Алана Уэйка

### Актёры и сценарий

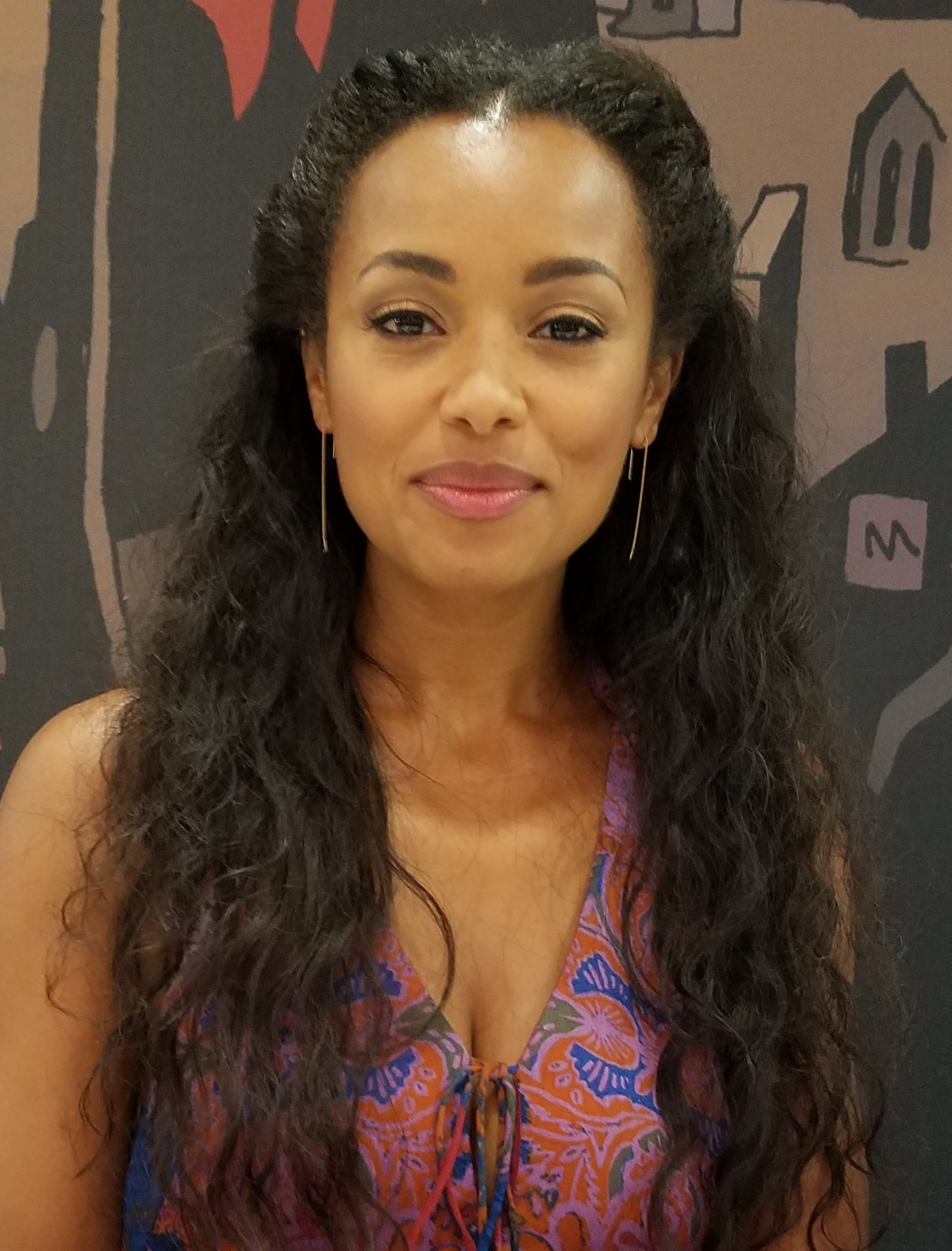
Мелани Либёрд, сыгравшая главную героиню Сагу Андерсону в Alan Wake II

По словам Илкки Вилли, он не поверил словам Сэма Лейка о начале производства Alan Wake ll. Как вспоминал Вилли, за прошедшие с выхода первой части годы Лейк уже несколько раз говорил нечто подобное, однако в итоге ничего не получалось. Лейк подтвердил слова Вилли, отметив, что всё это время так или иначе шли разговоры о создании продолжения:
Я всегда хотел сделать продолжение и постоянно спрашивал его (Илкку Вилли), хочет ли он взяться за сиквел, если у нас появится такая возможность. Мы постоянно пытались сделать эту игру.

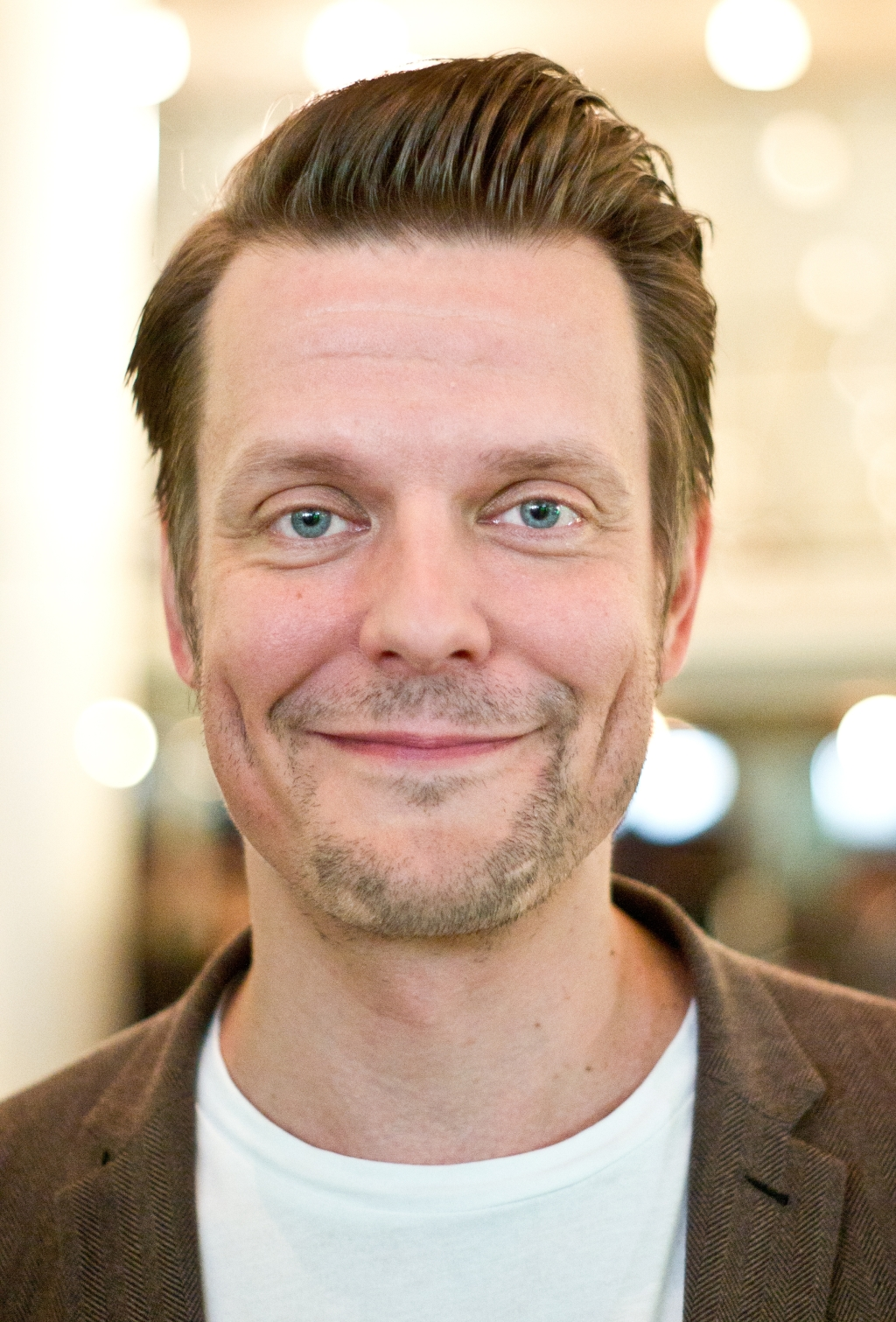
Сэм Лейк, создатель Alan Wake ll, сыграет персонажа Алекса Кейси

Мэтью Поррето, который ранее озвучивал Алана Вейка в играх серии, вернулся к своей работе над главным героем. Ранее, он первый сообщил о релизе игры в октябре. Также стало известно, что Сэм Лейк сыграет роль Алекса Кейси. Роль агента ФБР Саги Андерсон сыграет Мелани Либёрд. 2 июня 2023 года Сэм Лейк рассказал, что после кастинга студия начала дорабатывать образ Саги специально под Либёрд. 25 августа стало известно, что актёр Шон Эшмор, который сыграл главного героя Джека Джойса в другой игре Remedy — Quantum Break, сыграет одного из второстепенных персонажей в Alan Wake ll. Этим персонажем стал Тим Брейкер, один из шерифов в Брайт-Фоллс. По словам Сэма Лэйка, при работе над новым сценарием Alan Wake 2 он использовал фанатскую Wiki, чтобы вспомнить что было в первой части. Однако, фанатская Wiki была дополнительным, а не единственным источником информации при создания Alan Wake 2.

## Саундтрек
За саундтрек отвечает рок-группа Poets of the Fall, которая уже сотрудничала с Remedy для Max Payne 2: The Fall of Max Payne, Alan Wake и Control. 6 октября 2023 года Remedy выпустила первую песню из саундтрека Alan Wake 2 — «Follow You Into the Dark» от певицы RAKEL.

## Маркетинг
1 июня 2023 Remedy Entertainment и компания Airam анонсировали выпуск термоса ёмкостью 0,45 литра к скорому релизу Alan Wake ll. Теплоизоляционную посуду стилизовали под вымышленное кафе «Oh Deer Diner» из Alan Wake. В первой части также присутствует особое достижение, которое можно получить, отыскав все термосы с кофе. 10 октября 2023 года датамайнеры сообщили, что в игре Fortnite появится скин Алана Уэйка. 13 октября стало известно, что в PUBG Mobile пройдёт кроссовер с Alan Wake II.

## Загружаемый контент
22 января 2024 года Сэм Лейк в интервью с порталом Exputer сообщил, что первое дополнение не будет связано с тизером Control 2. Также он сообщил, что для игры выпустят два DLC — Night Springs и Lake House. Второе дополнение будет посвящено Федеральному Бюро Контроля, которое появляется в игре. 12 марта 2024 Сэм Лэйк объявил о завершении съёмок своих сцен для DLC к Alan Wake 2. 

## Продажи
К концу декабря 2023 года было продано более 1 млн копий Alan Wake 2, к февралю 2024 года показатель продаж достиг 1,3 млн, тем самым она стала самой быстро продаваемой игрой Remedy: лишь за первый месяц было продано в три раза больше цифровых копий, чем у Control. К концу апреля 2024 года игра всё ещё не окупила затраты на разработку и маркетинг, а в финансовом отчёте за январь — июнь того же года студия подтвердила, что игра ещё не стала прибыльной.

## Критика
| Сводный рейтинг       | Сводный рейтинг                        |
| Агрегатор             | Оценка                                 |
| --------------------- | -------------------------------------- |
| Metacritic            | 89/100 (PC) 89/100 (PS5) 90/100 (XBXS) |
| OpenCritic            | 89/100                                 |
| «Критиканство»        | 82/100                                 |
| Иноязычные издания    |                                        |
| Издание               | Оценка                                 |
| 4Players              | 8,5/10                                 |
| Destructoid           | 9/10                                   |
| Eurogamer             | [ 52 ]                                 |
| Game Informer         | 7,75/10                                |
| GameSpot              | 10/10                                  |
| GamesRadar+           | [ 55 ]                                 |
| GameStar              | 85/100                                 |
| Hardcore Gamer        | 4,5/5                                  |
| IGN                   | 9/10                                   |
| Jeuxvideo.com         | 17/20                                  |
| NME                   | [ 60 ]                                 |
| PCGamesN              | 9/10                                   |
| PC Gamer (US)         | 88/100                                 |
| Push Square           | 10/10                                  |
| Shacknews             | 9/10                                   |
| The Guardian          | [ 65 ]                                 |
| VG247                 | [ 66 ]                                 |
| Video Games Chronicle | [ 67 ]                                 |
| Русскоязычные издания |                                        |
| Издание               | Оценка                                 |
| 3DNews                | 8,5/10                                 |
| GameMAG.ru            | 10/10                                  |
| Gametech              | без оценки                             |
| GoHa.Ru               | «Хорошо»                               |
| PlayGround.ru         | 8,5/10                                 |
| Riot Pixels           | 70 %                                   |
| StopGame.ru           | «Изумительно»                          |
| «Канобу»              | 7/10                                   |
| «Мир фантастики»      | без оценки                             |

### До релиза
После того, как стало известно что Alan Wake ll будет продаваться только в «цифре», игроки были недовольными этим выбором разработчиков. Недовольство вызвал и тот факт, что игра станет эксклюзивом в цифровом магазине Epic Games Store. Компания THQ Nordic написала в Твиттер, что готова заняться выпуском Alan Wake ll на дисках.

### После релиза
Игра получила 89 баллов на Metacritic. GameSpot поставила игре 10/10, назвав хоррор настоящим чудом, которое могло бы не произойти, если бы Remedy выпустила игру раньше. Также, похвалила двойные кампании и реализацию амбициозного виденья, на создание которого ушло 13 лет. Тристан Огилви поставил игре 9/10 и похвалил игру как одну из самых смелых и захватывающих историй в жанре Survival horror. Игра получила награды в номинациях «Лучшая игровая режиссура», «Лучшая игровое повествование» и «Лучшее визуальное оформление» на The Game Awards 2023.

## Дополнение
8 июня 2024 на презентации Summer Game Fest 2024 разработчики анонсировали первое дополнение для игры под названием Night Springs. Дополнение было выпущено в тот же день. На State of Play было представлено дополнение The Lake House. Главной героиней станет агент ФБК Киран Эстевез. Дополнение выйдет в октябре на ПК, PlayStation 5 и Xbox Series X/S.